# Помпуючи залізо
"Помпуючи залізо" (англ. "Pumping iron") Документальний спортивний фільм, що розповідає про перебіг конкурсу "Містер Олімпія" 1975 року. Головний персонаж - 29-тилітній Арнольд Шварценеггер, що вкотре хоче здобути титул "Містер Олімпія". Фільм містить у собі інтерв'ю зі Шварценеггером та іншими учасниками конкурсу, їхніми родичами, а також уривки з їхніх тренувань і виступів. У фільмі - дві основні сюжетні лінії. Це суперництво між професіоналами Шварценеггером та Феригно  за титул "містер Олімпія", а також супутня сюжетна лінія - це суперництво між аматорами Кеном Волером і Майком Кацом за титул "Містер Юніверс". Внаслідок боротьби Волер перемагає Каца, а Шварценеггер - Феригно. Також існує сюжет про Арнольдового друга Коломбо, що його Шварценеггер перемагає в абсолютній категорії.

## Деякі подробиці
- Звуковою доріжкою, що лунає на початку та в кінці фільму, є пісня "Pumping iron", із приспівом "everybody want`s to live forever"
- Під час змагань у Майка Каца зникає синя сорочка, й він змушений ходити після виступу півголий. Десь через 30 років Кен Волер зізнався, що це він сховав ту сорочку.
- Увесь фільм Шварценеггер показує, який він упевнений в тому, що переможе свого суперника Феригно, але існують відомості, що Арнольд серйозно побоювався програшу й навіть радився щодо цього з Джо Вейдером.

## У ролях
- Арнольд Шварценеггер
- Лу Ферріньйо
- Франко Коломбо
- Кен Уоллер
- Майк Кац